# Confederação Nacional das Associações de Famílias Católicas (França)
A Confederação Nacional das Associações de Famílias Católicas (AFC), uma associação reconhecida por utilidade pública, é uma confederação nacional de associações de famílias, aprovada como associação de consumidores e em nome da representação de usuários em estabelecimentos de saúde.
Membro da União Nacional das Associações Familiares (UNAF), da qual é o terceiro movimento mais importante, o CNAFC é, por meio de suas 309 associações locais, uma estrutura para ajuda e ação mútuas. Ajuda mútua graças aos serviços e ações locais, elevando a voz das famílias e promovendo todos os marcos familiares. Sua visão da família, suas reflexões e seu relacionamento com o mundo baseiam-se no ensino social da Igreja Católica: a AFC não é “ Associações de famílias católicas "Mas" Associações familiares católicas ”, isto é, que os membros dessas associações são famílias (a própria essência das associações familiares) e que essas associações professam a doutrina familiar e social da Igreja Católica a todos, na continuidade de uma tradição bimilenária, busca por unidade e universalidade.
Como um organismo intermediário, eles oferecem mediação fundamental entre os cidadãos e os que estão no poder. O CNAFC conta com uma rede de 30.000 membros, 309 associações locais e 73 federações departamentais.

## Histórico

### Origem
Em 1955, o movimento das associações católicas de chefes de família (ACCF), nascido em 1905, comemorou seu 50º aniversário. Em sua assembléia geral anual em em 1º de maio de 1955, o ACCF se tornou a AFC (Associações Familiares Católicas).

### Presidentes Sucessivos

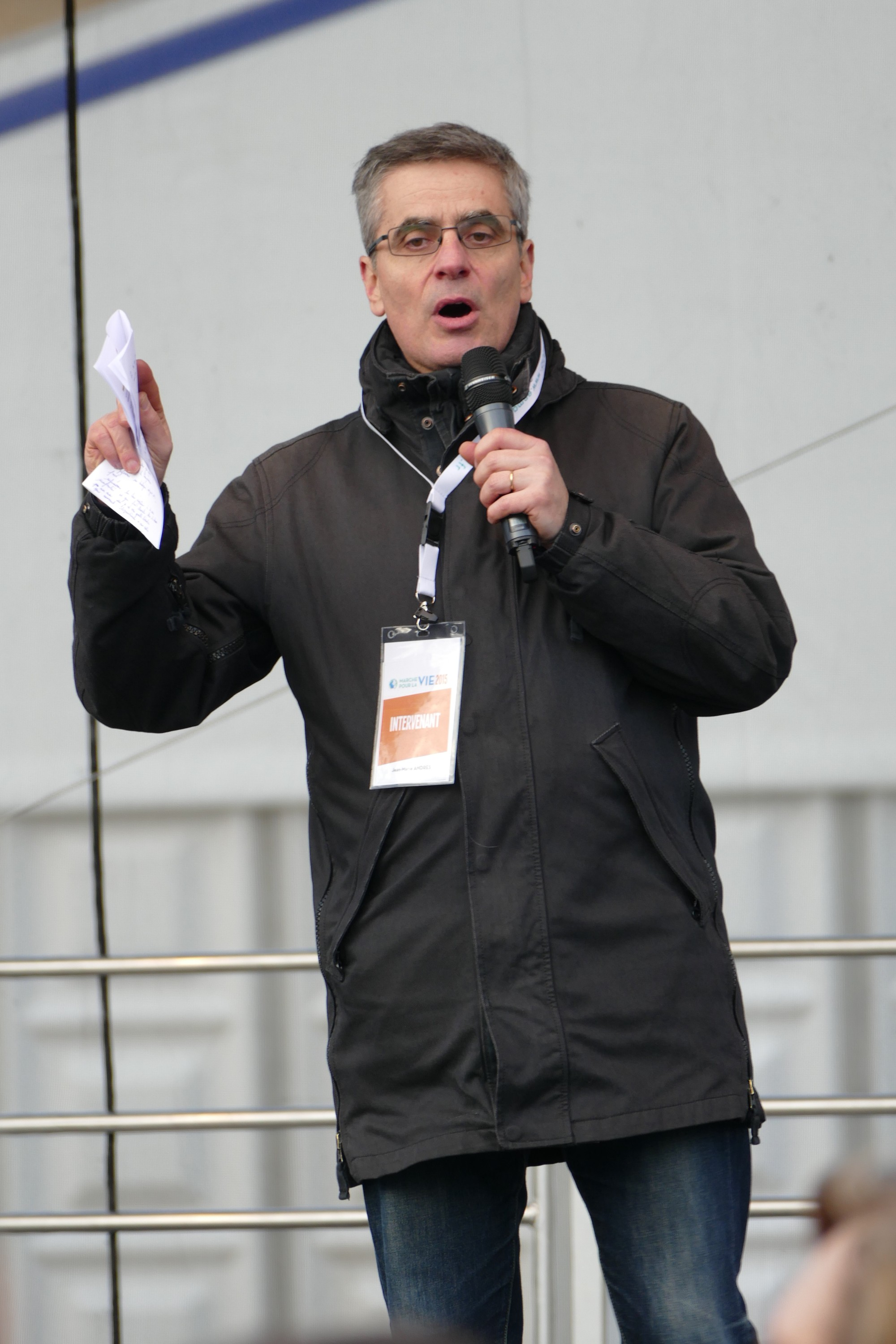
Jean-Marie Andrès em 2015.

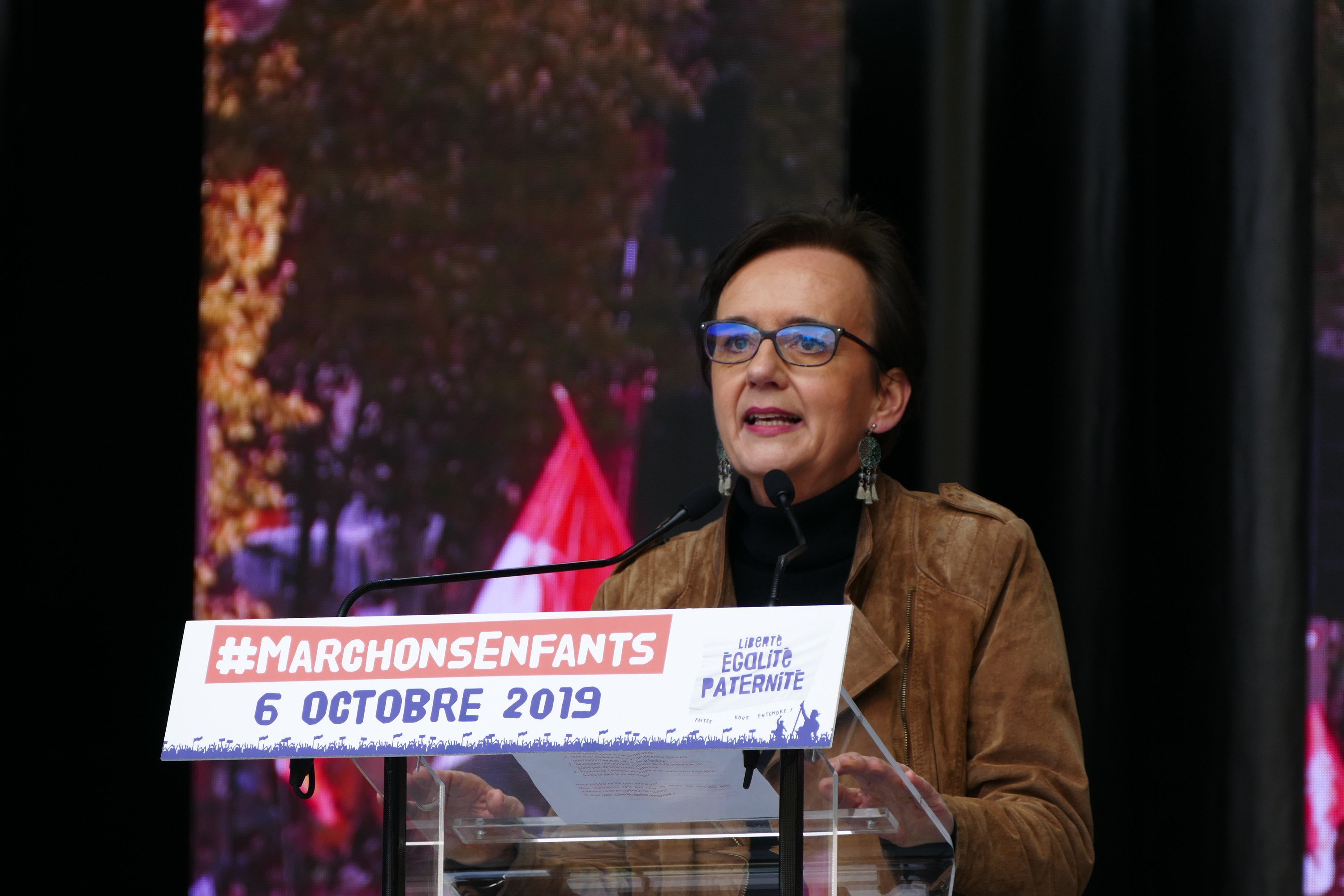
Pascale Morinière em 2019.

Desde 1955, oito presidentes se sucederam:
- 1944 - dezembro de 1958: Roger de Saint-Chamas
- Dezembro de 1958 - junho de 1985: Louis Reverdy
- Junho de 1985 - 1994: Régis de Crépy
- 1994 - 2001: Jean-François Chaumont
- 2001 - 2007: Paul de Viguerie
- 2007 - 2014: Antoine Renard
- 2014-2019: Jean-Marie Andrès[9]
- desde 2019: Pascale Morinière,[10][11]

## Carta
As associações familiares católicas querem ser "uma estrutura de compromisso e ajuda mútua, aberta a todos aqueles que desejam atuar na sociedade a serviço da família e à luz dos ensinamentos da Igreja Católica".
Sua ação tem como objetivo:
- valorizar a família com base no casamento e nos filhos, vistos como uma maneira de felicidade e realização pessoal;
- identificar as necessidades das famílias localmente e tomar iniciativas para atendê-las: serviços, reuniões, treinamento, assistência educacional, etc.
- ser uma força permanente de proposta junto aos atores econômicos, sociais e políticos, a fim de facilitar as escolhas da família e o acolhimento da criança.

A "Carta do Ano 2000" Deu ao movimento um novo ímpeto.

## Ações
As associações familiares católicas atuam diariamente por meio de três ações principais:
- representação para autoridades públicas: Conselho Superior da Família (HCF),[14] reuniões ministeriais com representantes eleitos locais e nacionais, mas também do CESE, CAF, etc.
- ajuda para as famílias em sua vida diária: campos de trabalho educacionais,[15] reuniões, serviços de ajuda mútua, associação de consumidores;[16]
- treinamento para conscientizar: publicações,[17] conferências, website...

Em 03 de dezembro de 2012, a confederação nacional de associações de famílias católicas obtém do Tribunal Administrativo a anulação temporária da aprovação do Ministério da Educação Nacional à associação de homofobia SOS, no âmbito das associações complementares de educação pública.

## Publicações da Confederação

### Revista
A confederação publica La vie des AFC, revista mensal.

### Trabalho
- Jacques Arènes, Bernadette Barthelet, Pierre Benoit, Georges Eid, Jean-Marc Ghitti, Xavier Lacroix, Quel avenir pour la Famille ? Le coût du non-mariage, éditions Bayard, 2006, ISBN 978-2-22747-632-5
- Marie-Paule Mordefroid, Vivre les Conflits, Éditions de l’Emmanuel

### Brochuras educacionais e pedagógicas "Em questão"
- Les questions à se poser avant de fêter Halloween, éditions France Catholique, 2003
- 12 questions à se poser avant de parler de la sexualité
- 12 questions à se poser avant de laisser les enfants regarder la télévision
- 12 questions à se poser sur les réseaux sociaux
- 12 questions à se poser avant de crier sur ses enfants

### Vade Mecum
- Comprendre l'assistance médicale à la procréation
- Reconstruire la politique familiale
- Accompagner la fin de vie